# دست‌گرم‌کن

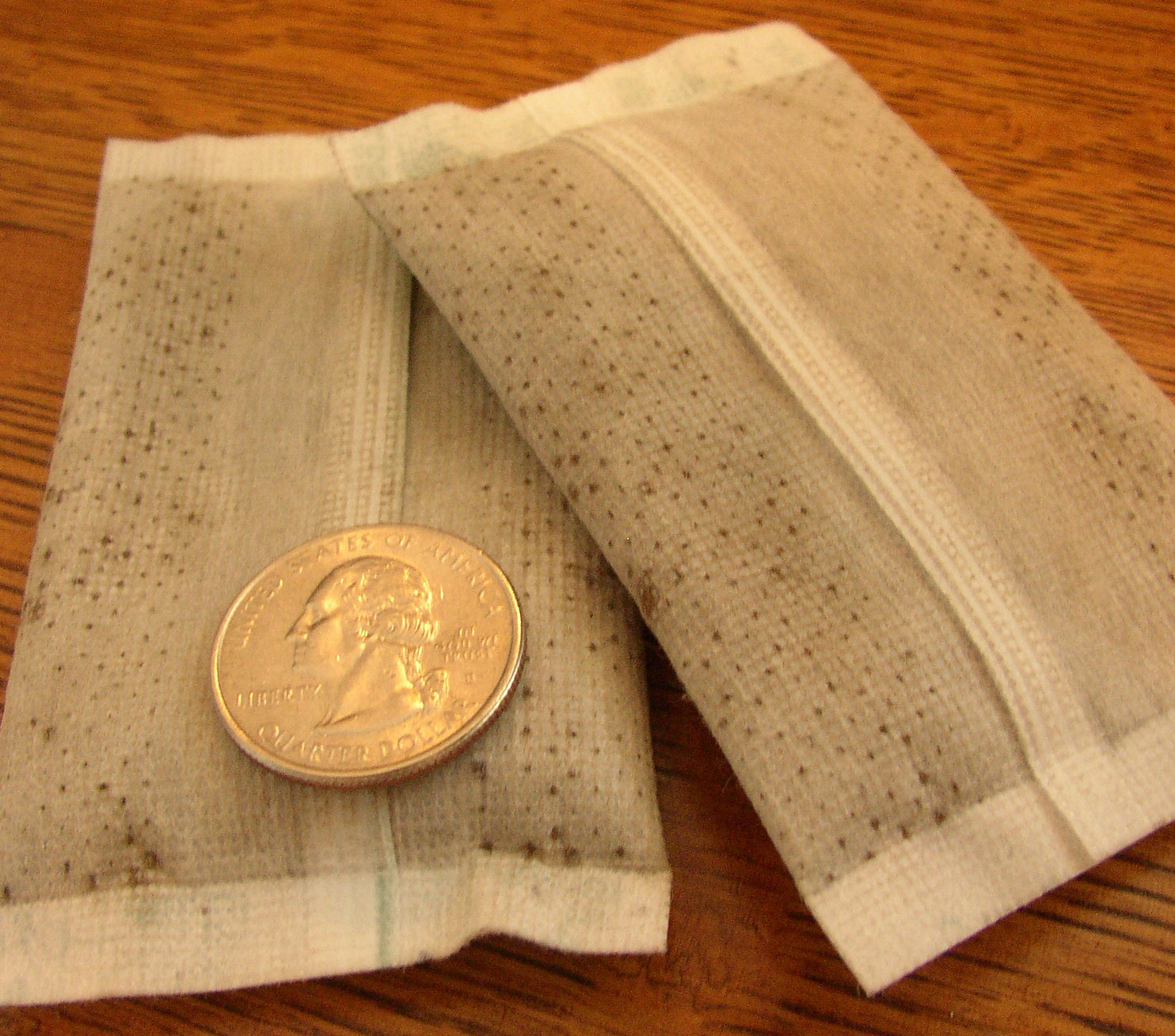
یک جفت دست‌گرم‌کن یکبارمصرف واکنش‌هنده با هوا، سکه‌ی کوارتر آمریکا برای مقیاس.

گرم کننده‌های دست (به انگلیسی: Hand warmer) بسته‌های کوچک (عمدتاً یکبار مصرف) هستند که در دست نگه داشته می‌شوند و برای گرم کردن دست‌های سرد، گرما تولید می‌کنند. معمولاً در فعالیت‌های بیرون از خانه از آنها استفاده می شود. انواع دیگری از گرمکن‌ها برای گرمایش و تسکین دهنده دردهای عضلانی یا مفصلی هستند.
بسته به نوع و منبع گرما، گرم‌کننده‌های دستی می‌توانند بین ۶ تا ۱۳ ساعت دوام داشته باشند.

## تاریخچه
گرم کننده‌های دست و پا برای اولین بار توسط جاناتان تی الیس از نیوجرسی در سال ۱۸۹۱ ثبت اختراع شدند، اگرچه هیچ مدرکی مبنی بر تولید آن وجود ندارد. 

## انواع

### واکنش با هوا (آهن)
گرم کننده های دستی فعال در هوا حاوی سلولز، آهن، کربن فعال، ورمیکولیت (که آب را در خود نگه می دارد) و نمک است و با قرار گرفتن در معرض هوا، از گرمادهی اکسایش آهن، گرما تولید می کنند. آنها به طور معمول برای ۱ تا ۱۰ ساعت گرما از خود ساطع می‌کنند، معمولاً ۱۵ تا ۳۰ دقیقه طول می‌کشد تا گرم شوند، گرچه گرمای داده شده پس از یکی دو ساعت به سرعت کاهش می‌یابد.   مولکول های اکسیژن موجود در هوا با آهن واکنش می دهند و تشکیل زنگ می‌زنند. نمک اغلب برای کاتالیز کردن فرایند اضافه می‌شود. 

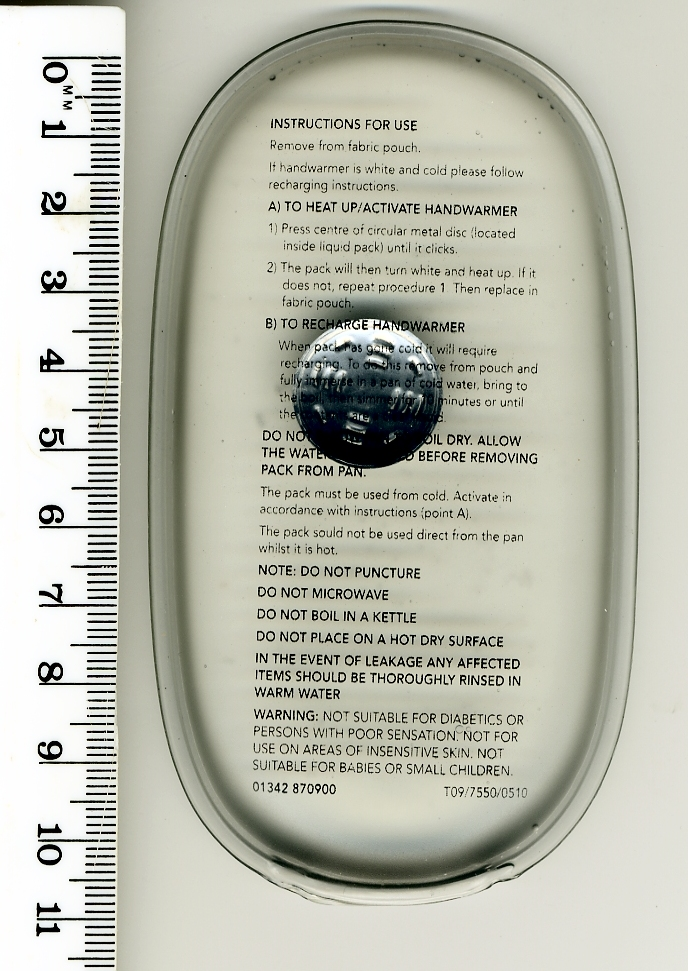
گرمکن دستی از نوع تبلوری با مقیاسی که ماشه دیسک فلزی را نشان می دهد

### محلول فوق اشباع (تبلوری)
این نوع گرم‌کن دستی را می‌توان با قرار دادن گرم‌کن دستی استفاده شده در آب بسیار گرم تا زمان یکنواخت شدن محتویاتش و سپس خنک کردن آن، شارژ کرد. ساطع کردن گرما با فشار بر روی دیسک کوچک فلزی‌ای در گرمکن شروع می‌شود که باعث تولید مراکز هسته‌زایی و تبلور می‌شوند. این منجر به ساطع شدن گرما می‌شود. برای حل کردن نمک در محلول نیاز به گرما است و همین گرما است که هنگام شروع فرایند تبلور ساطع می‌شود. 
گرمای نهان همجوشی آن حدود ۲۶۴-۲۸۹ کیلوژول بر کیلوگرم است.

### باتری

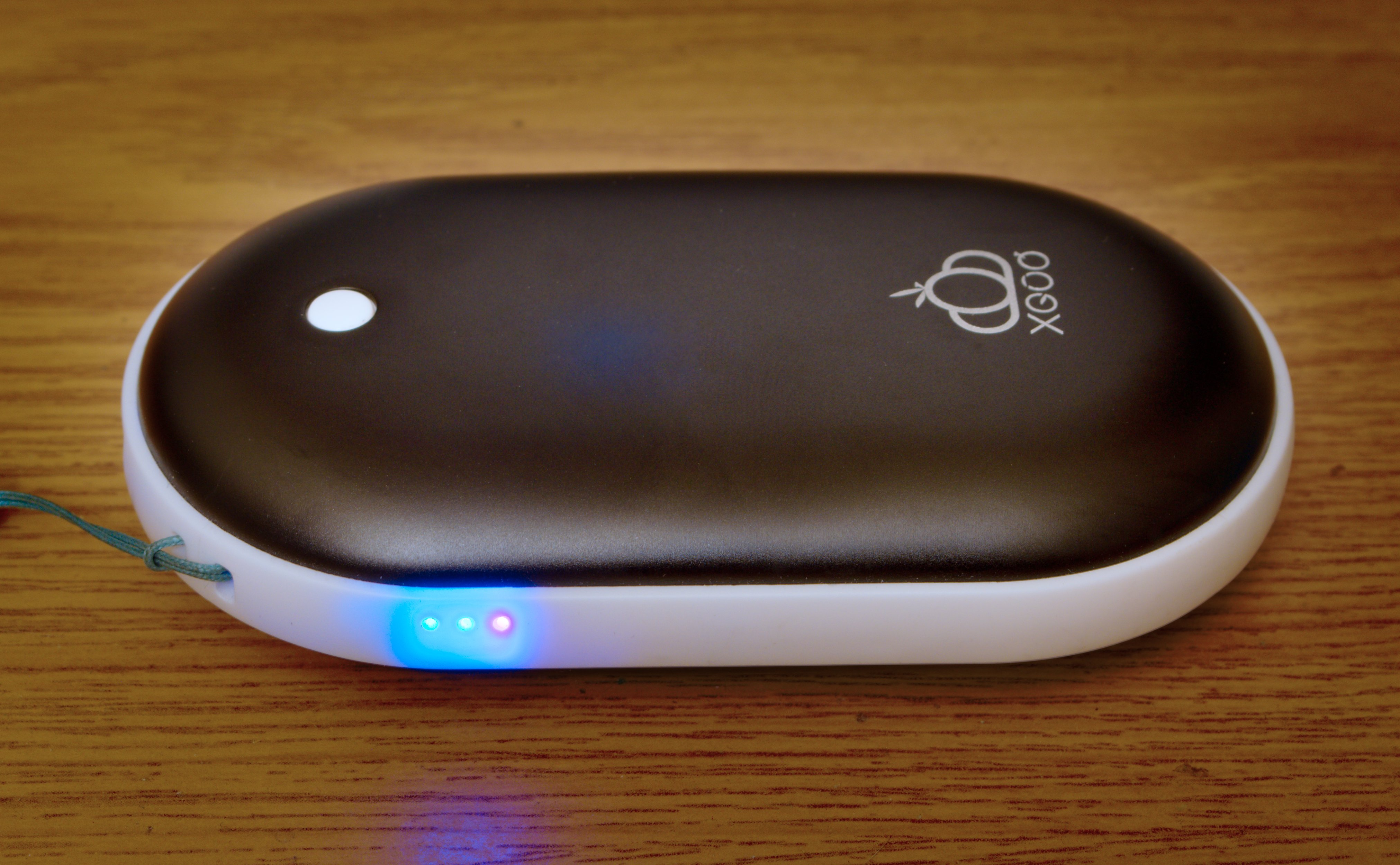
گرمکن دستی شارژی. این دستگاه به یک درگاه USB متصل می‌شود تا باتری خود را شارژ کند. همچنین می توان از آن برای شارژ یا تأمین انرژی سایر دستگاه‌ها نیز استفاده کرد.

گرمکن های دستی باتری از دستگاه های گرمایشی مقاوم در برابر برق برای تبدیل انرژی الکتریکی در باتری استفاده می کنند. به طور معمول گرم کن های دستی می‌توانند تا شش ساعت با دمای ۴۰ تا ۴۸ درجه سانتیگراد گرم شوند. گرمکن های دستی الکترونیکی قابل شارژ را می‌توان یا از طریق برق شهری و یا از منبع تغذیه ۵ ولت USB شارژ کرد، تا ۵۰۰ چرخه شارژ مجدد امکان پذیر است.

### زغال
دست‌گرم‌کن‌های زغالی با سوزاندن زغال گرما را تأمین می‌کنند و می‌توانند تا ۶ ساعت دوام داشته و به راحتی گرم شوند.